# Relaciones Ecuador-Nicaragua
Las relaciones Ecuador-Nicaragua son las relaciones internacionales entre la República del Ecuador y la República de Nicaragua. Ambos países cerraron sus embajadas en 2020.

## Ruptura diplomática
Tras el asalto a la embajada de México en Ecuador, el presidente Daniel Ortega decidió que también rompe relaciones diplomáticas con Ecuador en solidaridad con México.

Ante la insólita y repudiable acción realizada esta madrugada en Quito, por fuerzas que deberían resguardar el orden y la seguridad de los ciudadanos ecuatorianos y sus vidas, nuestra contundente, enfática e irrevocable repulsa, que convertimos en nuestra decisión soberana de romper toda relación diplomática con el Gobierno ecuatoriano

, informó el Ejecutivo que preside Daniel Ortega en una declaración.